# Pamir

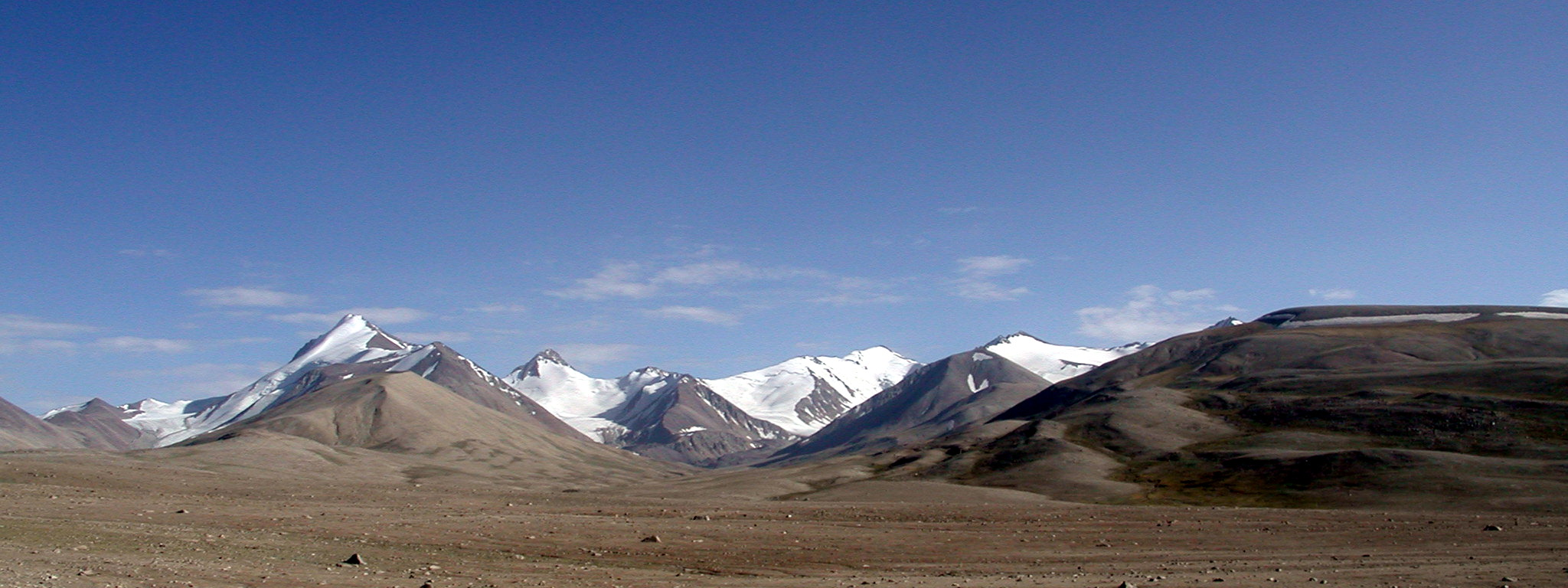
Panorama dos montes Pamir

A cordilheira Pamir, situada na Ásia Central, é formada pela união das cordilheiras Tian Shan, Caracórum, Cunlum, e Indocuche. Essas cordilheiras estão entre as montanhas mais altas do mundo. Também são conhecidas pelo nome chinês Congling.
A província tajique de Gorno-Badaquexão fica no centro da cordilheira Pamir, que se estende ao Quirguistão, ao Afeganistão e ao Paquistão. Ao sul de Gorno-Badaquexão, o Corredor de Wakhan atravessa a região da Pamir, que é limitada na parte setentrional pela província de Khyber Pakhtunkhwa e pelas Áreas do Norte, no Paquistão.

## Geografia

Grande parte dos montes Pamir situa-se no sudeste do Tajiquistão.

Há muitos glaciares nos Pamir, incluindo o Fortambek, com 231 km de comprimento, o maior da antiga União Soviética.
As três montanhas mais altas da cordilheira são o pico Ismail Samani (de 1932 a 1962 conhecido como Pico Estaline, e de 1962 a 1998 como Pico do Comunismo), com 7495 m - o que faz dele o 50.º mais alto do mundo; o pico da Independência (até 2006 conhecido como Pico Lenine), 7165 m; e o pico Korzhenevskoi, 7.105 m. Na parte oriental do Pamir, o pico Kongur Tagh (na República Popular da China) é o mais alto, com 7649 m.
Entre as montanhas mais importantes encontram-se as seguintes, que excedem os 6750 m de altitude:
| Nome                                                                               | Altitude em metros | Coord.                  | Subcordilheira             | País(es)                 |
| ---------------------------------------------------------------------------------- | ------------------ | ----------------------- | -------------------------- | ------------------------ |
| Kongur (Kungur Tagh)                                                               | 7649               | 38.593428 N 75.312560 E | Kongur Shan                | China                    |
| Kongur Jiubie (Kungur Tjube Tagh)                                                  | 7530               | 38.615833 N 75.195833 E | Kongur Shan                | China                    |
| Muztagata                                                                          | 7509               | 38.275855 N 75.1161 E   | Maciço Muztagata           | China                    |
| Pico Ismoil Somoni (antes Communism Peak, Stalin Peak)                             | 7495               | 38.943422 N 72.015803 E | Cordilheira Akademiya Nauk | Tajiquistão              |
| Pico Lenin (novo nome: Abu Ali Ibn Sino Peak; antes Kaufmann Peak)                 | 7134               | 39.343724 N 72.877536 E | Cordilheira Trans-Alay     | Tajiquistão, Quirguistão |
| Pico Korzhenevskaya                                                                | 7105               | 39.057317 N 72.00983 E  | Cordilheira Akademiya Nauk | Tajiquistão              |
| Pico da Independência (também Qullai Istiqlol, antes Pico da Revolução, Dreispitz) | 6940               | 38.51 N 72.354167 E     | Cordilheira Yazgulem       | Tajiquistão              |
| Pico Rússia                                                                        | 6875               | 38.896 N 72.029 E       | Cordilheira Akademiya Nauk | Tajiquistão              |
| Pico Moscovo                                                                       | 6785               | 38.948563 N 71.8344 E   | Cordilheira Peter Ier      | Tajiquistão              |
| Pico Karl Marx                                                                     | 6726               | 37.1625 N 72.481667 E   | Cordilheira Shakhdara      | Tajiquistão              |
| Gora Kurumdy                                                                       | 6614               | 39.455812 N 73.566978 E | Cordilheira Trans-Alay     | Tajiquistão, Quirguistão |
| Monte Garmo                                                                        | 6595               | 38.810955 N 72.072344 E | Cordilheira Akademiya Nauk | Tajiquistão              |
| Pico Engels                                                                        | 6510               | 37.171671 N 72.522898 E | Cordilheira Shakhdara      | Tajiquistão              |
| Koh-e Pamir                                                                        | 6320               | 37.15 N 73.21 E         | Cordilheira Wachan         | Afeganistão              |
| Pico dos Oficiais Soviéticos                                                       | 6233               | 38.424 N 73.302 E       | Cordilheira Muskol         | Tajiquistão              |
| Pico Mayakovskiy                                                                   | 6095               | 37.021092 N 71.715138 E | Cordilheira Shakhdara      | Tajiquistão              |
| Pico Patkhor                                                                       | 6083               | 37.889167 N 72.189167 E | Cordilheira Ruschan        | Tajiquistão              |
| Pico Leipzig                                                                       | 5725               | 39.348 N 72.477 E       | Cordilheira Trans-Alay     | Tajiquistão, Quirguistão |
| Pico Skalisty                                                                      | 5707               | 37.6005 N 72.227 E      | Cordilheira Schugnan       | Tajiquistão              |
| Pico Kysyldangi                                                                    | 5704               | 37.4006 N 72.8435 E     | Cordilheira Alitschur Sul  | Tajiquistão              |

Nota: Em algumas fontes, os cumes das cordilheiras Kongur e Muztagata estão incluídos no Cunlum, o que tornaria o Pico Ismoil Somoni o mais alto dos Pamir.

## Clima
Coberto com neve na maior parte do ano, o Pamir tem invernos longos e muito frios, e verões curtos e frescos. A precipitação anual ronda os 130 mm, a qual permite manter pradarias e vegetação herbácea mas poucas árvores.

## Economia
Indústria: Alumínio fundido, zinco, chumbo, produtos químicos e fertilizantes, cimento, azeites vegetais, ferramentas mecanizadas para cortar metais, refrigeradoras e congeladoras.
Agricultura: Algodão, cereais, frutas, uvas, verduras; gado bovino, ovino e caprino.
Minerais e recursos: Considerável potencial hidroelétrico, pequenas reservas de petróleo, urânio, mercúrio, carvão, chumbo, zinco, antimónio, volfrâmio, prata, ouro.

## Transporte
No canto mais a sudeste da região dos montes Pamir, na República Popular da China, a estrada internacional mais alta do mundo ("estrada do Caracórum") liga o Paquistão à China.  A estrada do Pamir, a segunda mais alta do mundo, vai de Duxambé, no Tajiquistão, a Osh, no Quirguistão, através da região autônoma de Gorno-Badaquexão.